# Giuliano di Lecce
Giuliano di Lecce is een plaats (frazione) in de Italiaanse gemeente Castrignano del Capo.